# Lista de membros associados da Academia Brasileira de Ciências empossados em 1972
Esta lista contém os nomes dos membros associados da Academia Brasileira de Ciências empossados em 1972.
A categoria de associados foi extinta na reforma estatutária ocorrida em 1999. Ambas as categorias titular e associado são de caráter vitalício. 
| Imagem | Nome                    | Datas de nascimento e falecimento | Local de nascimento | Área de especialização | Alma mater | Data de posse       | Conhecido por                                                                      | Referências |
| ------ | ----------------------- | --------------------------------- | ------------------- | ---------------------- | ---------- | ------------------- | ---------------------------------------------------------------------------------- | ----------- |
|        | Ivan de Medeiros Tinoco | 25 de abril de 1927               | João Pessoa, PB     | Ciências da Terra      | UFRJ       | 18 de abril de 1972 | Foi orientado por Friedrich W. Sommer, Paulo Erichsen de Oliveira e Wilhelm Kegel. | [ 2 ] [ 3 ] |